# Nahuel Molina
Nahuel Molina Lucero (Embalse, Córdoba, 6 de abril de 1998) es un futbolista argentino que juega de lateral derecho en el Atlético de Madrid de la Primera División de España.

## Trayectoria

### Formación en Boca Juniors y debut
Comenzó jugando en posiciones de ataque, como extremo derecho y enganche. Integró los planteles campeones de Boca Juniors del Campeonato 2016/2017 y Superliga 2017/2018 (fue al banco un partido).
El 2 de enero de 2016 se sumó al plantel profesional de Boca Juniors, dirigido por Rodolfo Arruabarrena. Debutó como profesional el 17 de febrero frente a San Martín de San Juan, y el 24 de ese mismo mes formó parte del equipo titular que enfrentó a Deportivo Cali en la fase de grupos de la Copa Libertadores 2016.
Molina disputó nueve partidos oficiales con la camiseta del Xeneize (sin contar encuentros amistosos) antes de ser dado a préstamo por su corta edad y no lograr tener espacio en el equipo titular.

#### Rosario Central y Defensa y Justicia
El 10 de enero de 2018 fue cedido a Defensa y Justicia por un año sin opción de compra. Se afirmó como titular en el club de Varela llegando a disputar 26 encuentros y convirtiendo un gol.
El 25 de enero de 2019, Boca, firmó un nuevo préstamo por un año y con opción de compra para Molina, esta vez con Rosario Central. En el canalla concretó 31 partidos con un gol y 3 asistencias en total.

### Udinese Calcio
En septiembre de 2020, tras sus buenas actuaciones en el suelo Argentino, dio el salto a Europa tras firmar por cinco años con el Udinese Calcio. En el club Italiano disputó 68 partidos convirtiendo en 10 ocasiones y asistiendo en 7. Además, formando parte del equipo italiano, recibió su primer convocación a la selección de Argentina y llamó la atención de muchos clubes de Europa.

### Atlético de Madrid
Después de dos temporadas en el equipo italiano, el Atlético de Madrid llegó a un acuerdo con el Udinese para su traspaso, firmando Nahuel con el equipo madrileño para las próximas cinco temporadas.

## Selección nacional
Debutó con la selección argentina el 3 de junio de 2021 en el empate 1-1 frente Chile por las eliminatorias rumbo a Catar 2022. Participó como titular y haciendo relevos con Gonzalo Montiel de la Copa América 2021, la cual terminó obteniendo ganando en la final de la misma frente a Brasil.
En 2022 fue titular en la final de la Copa de Campeones Conmebol-UEFA 2022 frente a la Selección de Italia, en la cual terminó imponiéndose con el conjunto Argentino y consiguiendo su segundo título.
Molina se afirmó como lateral titular de la Selección Argentina, esto se vio reflejado en la Copa Mundial de 2022, donde disputó los tres partidos iniciales de la fase de grupos. Volvió a ser titular nuevamente en los octavos de final frente a Australia, donde Argentina se impuso por 2:1. Volvió a perfilarse en la alineación titular para los cuartos de final frente a Países Bajos, donde convirtió su primer gol internacional con Argentina a los 35 minutos del primer tiempo tras una asistencia de Lionel Messi. El partido finalizó 2:2, Argentina se impuso por penales, y Nahuel fue destacado por su buen rendimiento. El 18 de diciembre de 2022 se proclamó campeón del mundo, tras vencer a Francia en los penaltis por 4-2, después de empatar 3-3 en el tiempo reglamentario. Molina tuvo una gran participación en el torneo, llegando a meter un gol y disputando los siete partidos de la competición.
En 2024 fue campeón con la albiceleste de la Copa América de aquel año desarrollada en Estados Unidos, siendo el habitual lateral derecho titular del equipo de Lionel Scaloni. 

#### Participaciones en Copas del Mundo
| Mundial      | Sede  | Resultado | Partidos | Goles |
| ------------ | ----- | --------- | -------- | ----- |
| Mundial 2022 | Catar | Campeón   | 7        | 1     |

#### Participaciones en Copas América
| Torneo            | Sede           | Resultado | Partidos | Goles |
| ----------------- | -------------- | --------- | -------- | ----- |
| Copa América 2021 | Brasil         | Campeón   | 5        | 0     |
| Copa América 2024 | Estados Unidos | Campeón   | 5        | 0     |

#### Participaciones en Copa de Campeones Conmebol-UEFA
| Torneo                               | Sede       | Resultado | Partidos | Goles |
| ------------------------------------ | ---------- | --------- | -------- | ----- |
| Copa de Campeones Conmebol-UEFA 2022 | Inglaterra | Campeón   | 1        | 0     |

#### Goles internacionales
| Goles internacionales con Argentina | Goles internacionales con Argentina | Goles internacionales con Argentina | Goles internacionales con Argentina | Goles internacionales con Argentina | Goles internacionales con Argentina | Goles internacionales con Argentina |
| #                                   | Fecha                               | Lugar                               | Rival                               | Gol                                 | Resultado                           | Competición                         |
| ----------------------------------- | ----------------------------------- | ----------------------------------- | ----------------------------------- | ----------------------------------- | ----------------------------------- | ----------------------------------- |
| 1.                                  | 9 de diciembre de 2022              | Estadio Icónico de Lusail, Catar    | Países Bajos                        | 1-0                                 | 2-2 (4:3 p.)                        | Copa Mundial de 2022                |

## Estadísticas

### Clubes
Actualizado al último partido disputado el 19 de junio de 2025.
| Club                                  | Div.          | Temporada     | Liga  | Liga  | Liga   | Copas nacionales | Copas nacionales | Copas nacionales | Copas internacionales | Copas internacionales | Copas internacionales | Total | Total | Total  |
| Club                                  | Div.          | Temporada     | Part. | Goles | Asist. | Part.            | Goles            | Asist.           | Part.                 | Goles                 | Asist.                | Part. | Goles | Asist. |
| ------------------------------------- | ------------- | ------------- | ----- | ----- | ------ | ---------------- | ---------------- | ---------------- | --------------------- | --------------------- | --------------------- | ----- | ----- | ------ |
| C. A. Boca Juniors Argentina          | 1.ª           | 2016          | 8     | 0     | 1      | —                | —                | —                | 1                     | 0                     | 0                     | 9     | 0     | 1      |
| C. A. Boca Juniors Argentina          | Total club    | Total club    | 8     | 0     | 1      | 0                | 0                | 0                | 1                     | 0                     | 0                     | 9     | 0     | 1      |
| C. S. D. Defensa y Justicia Argentina | 1.ª           | 2017-18       | 14    | 1     | 0      | 1                | 0                | 0                | 2                     | 0                     | 0                     | 17    | 1     | 0      |
| C. S. D. Defensa y Justicia Argentina | 1.ª           | 2018-19       | 3     | 0     | 0      | 1                | 0                | 0                | 5                     | 0                     | 0                     | 9     | 0     | 0      |
| C. S. D. Defensa y Justicia Argentina | Total club    | Total club    | 17    | 1     | 0      | 2                | 0                | 0                | 7                     | 0                     | 0                     | 26    | 1     | 0      |
| C. A. Rosario Central Argentina       | 1.ª           | 2018-19       | 6     | 0     | 0      | 3                | 0                | 0                | 6                     | 0                     | 0                     | 15    | 0     | 0      |
| C. A. Rosario Central Argentina       | 1.ª           | 2019-20       | 16    | 1     | 3      | —                | —                | —                | —                     | —                     | —                     | 16    | 1     | 3      |
| C. A. Rosario Central Argentina       | Total club    | Total club    | 22    | 1     | 3      | 3                | 0                | 0                | 6                     | 0                     | 0                     | 31    | 1     | 3      |
| Udinese Calcio · Italia               | 1.ª           | 2020-21       | 29    | 2     | 5      | 2                | 0                | 0                | —                     | —                     | —                     | 31    | 2     | 5      |
| Udinese Calcio · Italia               | 1.ª           | 2021-22       | 35    | 7     | 5      | 2                | 1                | 0                | —                     | —                     | —                     | 37    | 8     | 5      |
| Udinese Calcio · Italia               | Total club    | Total club    | 64    | 9     | 10     | 4                | 1                | 0                | 0                     | 0                     | 0                     | 68    | 10    | 10     |
| Atlético de Madrid · España           | 1.ª           | 2022-23       | 33    | 4     | 2      | 4                | 0                | 2                | 6                     | 0                     | 0                     | 43    | 4     | 4      |
| Atlético de Madrid · España           | 1.ª           | 2023-24       | 30    | 2     | 3      | 6                | 0                | 0                | 10                    | 0                     | 2                     | 46    | 2     | 5      |
| Atlético de Madrid · España           | 1.ª           | 2024-25       | 30    | 0     | 3      | 6                | 0                | 0                | 9                     | 1                     | 0                     | 45    | 1     | 3      |
| Atlético de Madrid · España           | Total club    | Total club    | 93    | 6     | 8      | 16               | 0                | 2                | 25                    | 1                     | 2                     | 134   | 7     | 12     |
| Total carrera                         | Total carrera | Total carrera | 204   | 17    | 22     | 25               | 1                | 2                | 39                    | 1                     | 2                     | 268   | 19    | 26     |

## Palmarés

### Campeonatos internacionales
| Título                          | Equipo                 | Sede           | Año  |
| ------------------------------- | ---------------------- | -------------- | ---- |
| Copa América                    | Selección de Argentina | Brasil         | 2021 |
| Copa de Campeones Conmebol-UEFA | Selección de Argentina | Londres        | 2022 |
| Copa Mundial de la FIFA         | Selección de Argentina | Catar          | 2022 |
| Copa América                    | Selección de Argentina | Estados Unidos | 2024 |